# Chaetodipus formosus
Chaetodipus formosus är en däggdjursart som först beskrevs av Clinton Hart Merriam 1889.  Chaetodipus formosus ingår i släktet Chaetodipus och familjen påsmöss.
Inga underarter finns listade i Catalogue of Life. Wilson & Reeder (2005) skiljer mellan 7 underarter.
Arten blir med svans 172 till 211 mm lång, svanslängden är 86 till 118 mm och vikten varierar mellan 19 och 25 g. Chaetodipus formosus är en av de mörkare arterna i släktet. Svansen har en mörk ovansidan, en ljus undersida och en tofs vid spetsen.
Denna gnagare förekommer i västra Nordamerika från Utah och Nevada över Arizona och Kalifornien till Baja California. Arten vistas i klippiga eller sandiga områden med flera buskar. Födan utgörs av frön från gräs och örter, av insekter och av gröna blad. Honan föder under våren vid bra tillgång till föda 5 till 6 ungar. Chaetodipus formosus håller ingen vinterdvala men den intar ett stelt tillstånd (torpor) vid ogynnsamma förhållanden.
I södra delen av utbredningsområdet hotas beståndet av ökande turism. Hela populationen antas vara stabil. IUCN kategoriserar arten globalt som livskraftig.